# Chiesa di San Martino in Compito
La chiesa di San Martino in Compito era una chiesa di Milano, situata all'angolo tra corso Vittorio Emanuele II, via Beccaria e via Passerella.

## Storia
Fu fondata nell'836. La sua edificazione venne probabilmente finanziata grazie ad un tale Unger, ricco proprietario terriero residente a Milano, che nel febbraio dell'anno citato affidò molti dei suoi beni nelle mani di Gunzone, venerabile diacono della chiesa milanese e dello scavino Werolfo affinché fossero distribuite in opere pie. Essi consistevano in terre nei villaggi di Gnignano, Zello, Mairano, Carpiano e Melegnano e in uno xenodochio dedicato a San Giuseppe e Maria Vergine in quest'ultima cittadina. La solenne cerimonia di consegna consistette in un bastone nodoso, una zolla di terra, un coltello rotto, un guanto e un ramo d'albero. La chiesa era detta "in Compito" per via della vicinanza con il crocicchio (compitus) di San Paolo. Nel Medioevo vi sorgeva accanto anche un quartiere noto per le sue case di piacere.
Fu la chiesa di riferimento dell'omonima parrocchia per tutto il Medioevo per poi essere soppressa dall'arcivescovo Carlo Borromeo nel 1584. In seguito l'arcivescovo Gaspare Visconti la cedette alla confraternita dei Santi Crispino e Crispiniano facente capo alla corporazione dei calzolai, che ivi teneva le proprie riunioni dette badie. Dopo la soppressione della confraternita nel 1783, l'edificio cadde in rovina e venne infine demolito a metà Ottocento e sostituito da un palazzo fin-de-siècle.

## Architettura
Sulla facciata della chiesa era certamente presente un affresco raffigurante San Martino e su una delle due fiancate vi era il chrismon, simbolo cristiano presumibilmente simile a quello detto "di Sant'Ambrogio" tuttora visibile in Duomo. La chiesa disponeva di un piccolo cimitero antistante. Nel Settecento vi sorgeva accanto una sostra per la legna.